# 齿片毛蕨
齿片毛蕨（学名：Cyclosorus pauciserratus），为金星蕨科毛蕨属下的一个植物种。